# Dmitri Iwanowitsch Santalow
Dmitri  Iwanowitsch Santalow (russisch Дмитрий Иванович Санталов; * 7. April 1996 in Blagoweschtschensk) ist ein russischer Handballspieler.

## Karriere

### Verein
Dmitri Santalow lernte das Handballspielen in seiner Heimatstadt Blagoweschtschensk und an der Schule der Olympischen Reserve in Tschechow. Ab 2015 lief der 1,96 m große linke Rückraumspieler für den russischen Erstligisten Medwedi Tschechow auf, mit dem er 2016, 2017, 2018, 2019 und 2020 die russische Super League, 2016, 2018, 2019 und 2020 den russischen Pokal sowie 2015, 2016, 2017, 2018 und 2019 den russischen Supercup gewann. Ab 2020 stand er beim belarussischen Erstligisten Brest GK Meschkow unter Vertrag. Mit Brest wurde er 2021 und 2022 belarussischer Meister sowie 2021 Pokalsieger. Seit 2022 spielt er wieder für Tschechow.

### Nationalmannschaft
Mit der russischen Nationalmannschaft nahm Santalow an der Europameisterschaft 2020 (22. Platz) und an der Europameisterschaft 2022 (9. Platz) teil. Insgesamt bestritt er mindestens 44 Länderspiele, in denen er 123 Tore erzielte.

## Sonstiges
Er heiratete im April 2023 die russische Handballspielerin Antonina Santalowa.